# Лисцов Віталій Олександрович
Віталій Олександрович Лисцов (рос. Виталий Александрович Лысцов, нар. 11 липня 1995, Воронеж) — російський футболіст, захисник клубу «Ахмат».
Виступав, зокрема, за клуб «Уніан Лейрія», а також молодіжну збірну Росії.

## Клубна кар'єра
Футболом почав займатися в воронезькому «Локомотиві». Перший тренер — Кузнецов Володимир Іванович, там же виступав і його брат. Коли Віталію було 12 років, його запросили в московський «Локомотив» на перегляд, який він успішно пройшов і був зарахований у футбольну школу. 22 серпня 2011 року Віталія було внесено до заявки молодіжної команди. Перший матч провів лише в травні 2012 року в останньому турі молодіжної першості з московським «Спартаком». Фінальний свисток зафіксував нульову нічию, а Лисцов відіграв усі 90 хвилин. Влітку новий головний тренер Славен Билич став залучати Лисцова до тренувань з основним складом. На початку вересня в контрольній зустрічі з московським «Динамо» провів на полі всю гру, а вже в кінці місяця відправився разом з командою на кубковий матч з армавірським «Торпедо» , проте в грі участі не взяв.
24 листопада 2012 дебютував у Прем'єр-лізі. В компенсований час домашнього матчу з «Краснодаром» Віталій змінив на полі Феліпе Кайседо, ставши став наймолодшим польовим гравцем у складі «Локомотива», що коли-небудь виходив на поле в матчах чемпіонату країни.
З 2014 по 2015 виступав у складі португальського «Уніан Лейрія» де зіграв 7 матчів. У 2015 році на правах оренди був відданий в фарм-клуб «Бенфіка Б». Незабаром був викликаний в основну команду «Бенфіки», але був знову відданий в оренду «Бенфіці Б» і загалом відіграв за команду 48 матчів і забив 4 голи. З 2016 ао 2017 грав на правах оренди в клубі «Тондела». 18 грудня 2016 в матчі проти «Боавішти» Лисцов забив гол за «Тонделу» зі штрафного удару. Взимку 2017 року гравцем зацікавився клуб РФПЛ — «Зеніт».
З 2019 по 2020 виступав за самарський клуб «Крила Рад».
3 серпня 2020 року московський «Локомотив» оголосив про повернення гравця.
Влітку 2021 року на правах оренди став гравцем «Ахмата».

## Виступи за збірні
2011 року дебютував у складі юнацької збірної Росії (U-16), загалом на юнацькому рівні взяв участь у 24 іграх, відзначившись 3 забитими голами.
Протягом 2014–2016 років залучався до складу молодіжної збірної Росії. На молодіжному рівні зіграв у 9 офіційних матчах, забив 1 гол.

## Титули і досягнення
- Володар Кубка Росії (1):

«Локомотив» (Москва): 2020-21